# Cordula Borger
Cordula Borger (también conocida por su nombre de casada Cordula Pütter; 12 de noviembre de 1960) es una deportista alemana que compitió en voleibol, en la modalidad de playa. Su hija Karla compitió en el mismo deporte.
Ganó una medalla de oro en el Campeonato Europeo de Vóley Playa de 1995.

## Palmarés internacional
| Campeonato Europeo | Campeonato Europeo             | Campeonato Europeo | Campeonato Europeo |
| Año                | Lugar                          | Medalla            | Pareja             |
| ------------------ | ------------------------------ | ------------------ | ------------------ |
| 1995               | Saint-Quay-Portrieux (Francia) | Medalla de oro     | Beate Paetow       |